# Janez Gorjanc
Janez Gorjanc, slovenski nordijski kombinatorec, * 8. april 1948, Kranj, † februar 2025.
Gorjanc je za Jugoslavijo nastopil na Zimskih olimpijskih igrah 1972 v Saporu, kjer je na posamični tekmi osvojil 32. mesto. S tem je postal prvi Slovenec, ki je tekmoval na olimpijskih igrah v tej disciplini.
Po koncu tekmovalne kariere se je aktivneje ukvarjal s kolesarstvom in gorništvom.